# Felipe de Jesús Estévez
Felipe de Jesús Estévez (Pedro Betancourt, 5 febbraio 1946) è un vescovo cattolico cubano naturalizzato statunitense, dal 24 maggio 2022 vescovo emerito di Saint Augustine.

## Biografia
Felipe de Jesús Estévez è nato a Pedro Betancourt, a Cuba, il 5 febbraio 1946 ed è il secondo dei tre figli di Adriano ed Estrella Estévez. Ha un fratello e una sorella. Da ragazzo fuggì negli Stati Uniti durante l'operazione Peter Pan. Essa consistette in un esodo di massa clandestino di oltre 14 000 minori cubani non accompagnati di età compresa tra 6 e i 18 anni verso gli Stati Uniti tra il 1960 e il 1962. Essi furono inviati dai loro genitori allarmati dalla voce che circolava tra le famiglie cubane, in base alla quale il nuovo governo di Fidel Castro stava progettando di abolire i diritti dei genitori e di collocare i minori in centri di indottrinamento comunista.

### Formazione e ministero sacerdotale
Ha studiato filosofia e teologia presso l'Università di Montréal.
Il 30 maggio 1970 è stato ordinato presbitero per la diocesi di Matanzas negli Stati Uniti d'America. Non potendo ritornare in patria, ha svolto un ministero pastorale temporaneo nell'arcidiocesi di Tegucigalpa, in Honduras, presso il seminario maggiore "Nuestra Señora de Suyapa" fino al 1975 quando è stato ricevuto nell'arcidiocesi di Miami. In seguito è stato membro della Facoltà del seminario regionale "San Vincenzo de' Paoli" a Boynton Beach e vice-direttore dell'ufficio arcidiocesano per le vocazioni dal 1975 al 1977. Nel 1977 è stato inviato a Roma per studi. Nel febbraio del 1979 si è incardinato nell'arcidiocesi di Miami. L'anno successivo ha conseguito la laurea in teologia spirituale presso l'Istituto di spiritualità della Pontificia Università Gregoriana. Tornato in diocesi è stato rettore del seminario regionale "San Vincenzo de' Paoli" a Boynton Beach dal 1980 al 1986; membro dello staff dello stesso seminario e amministratore parrocchiale della parrocchia di Sant'Agata a Miami nel 1987; parroco della stessa e direttore del ministero del campus alla Florida International University di Miami dal 1987 al 2001 e direttore della formazione spirituale del seminario regionale "San Vincenzo de' Paoli" dal 2001 al 2003.

### Ministero episcopale
Il 21 novembre 2003 papa Giovanni Paolo II lo ha nominato vescovo ausiliare di Miami e titolare di Kearney. Ha ricevuto l'ordinazione episcopale il 7 gennaio successivo nella cattedrale di Santa Maria a Miami dall'arcivescovo metropolita di Miami John Clement Favalora, co-consacranti l'arcivescovo metropolita di Santiago di Cuba Pedro Claro Meurice Estiu e il vescovo di Phoenix Thomas James Olmsted. Nel 2010 è stato nominato vicario generale dell'arcidiocesi.
Il 27 aprile 2011 papa Benedetto XVI lo ha nominato vescovo di Saint Augustine. Ha preso possesso della diocesi il 2 giugno successivo con una cerimonia nella chiesa di San Giuseppe a Jacksonville alla quale hanno preso parte 2000 cattolici tra laici, diaconi, sacerdoti e vescovi di tutto il paese e che è stata trasmessa dalla rete televisiva EWTN.
Il vescovo Estévez spera di entrare in contatto soprattutto con gli ispanici della sua diocesi, che rappresentano circa il 7% della popolazione locale. Egli ha indicato che la sua priorità principale sarà l'evangelizzazione, concentrandosi sul raggiungimento dei giovani e dei cattolici "estraniati". Estévez vuole incoraggiare il clero a iniettare più gioia ed energia nei servizi ecclesiali in modo da rendere le parrocchie più accoglienti per coloro che vogliono tornare in chiesa. Vuole anche educare i cattolici su come abbracciare ed esprimere al massimo la loro fede. Il vescovo è un attivo oppositore della pena di morte e dell'aborto, si incontra regolarmente con i legislatori, scrive documenti politici e pronuncia discorsi; è stato anche un sostenitore dei diritti dei disabili e degli immigrati.
Monsignor Estévez tiene molto all'ecumenismo nei rapporti con le altre comunità ecclesiali cristiane e opera per promuovere l'unità dei cristiani nel nord-est della Florida. Il 22 maggio 2014 ha celebrato i primi vespri ecumenici nella basilica cattedrale di Sant'Agostino. Tra i leader cristiani presenti vi erano i vescovi della Chiesa episcopale metodista africana, della Chiesa episcopale, della Chiesa evangelica luterana in America, della Chiesa greco-ortodossa e rappresentanti della Chiesa presbiteriana, della Chiesa unita di Cristo, della Chiesa metodista unita e il direttore esecutivo del Consiglio delle Chiese della Florida. Erano presenti anche sacerdoti e leader laici di varie chiese cristiane del nord-est della Florida. Ha partecipato alla cerimonia di ingresso in diocesi del vescovo della Chiesa evangelica luterana in America Robert Schaefer tenutasi vicino a Tampa. Ha collaborato con i leader ortodossi locali nel sostenere l'incontro tra papa Francesco e il patriarca ecumenico Bartolomeo di Costantinopoli svoltosi a Gerusalemme il 25 maggio 2014.
Nel marzo del 2004,  maggio del 2012 e nel febbraio del 2020 ha compiuto la visita ad limina.
In seno alla Conferenza dei vescovi cattolici degli Stati Uniti è membro del comitato per la diversità culturale nella Chiesa; del comitato per i laici, il matrimonio, la famiglia, la vita e i giovani e del comitato per le migrazioni.
Il 24 maggio 2022 papa Francesco ha accolto la sua rinuncia, presentata per raggiunti limiti di età, al governo pastorale della diocesi di Saint Augustine; gli è succeduto Erik Thomas Pohlmeier, del clero di Little Rock.
Oltre all'inglese, parla lo spagnolo, il francese e l'italiano.

## Genealogia episcopale
La genealogia episcopale è:
- Cardinale Scipione Rebiba
- Cardinale Giulio Antonio Santori
- Cardinale Girolamo Bernerio, O.P.
- Arcivescovo Galeazzo Sanvitale
- Cardinale Ludovico Ludovisi
- Cardinale Luigi Caetani
- Cardinale Ulderico Carpegna
- Cardinale Paluzzo Paluzzi Altieri degli Albertoni
- Papa Benedetto XIII
- Papa Benedetto XIV
- Papa Clemente XIII
- Cardinale Marcantonio Colonna
- Cardinale Giacinto Sigismondo Gerdil, B.
- Cardinale Giulio Maria della Somaglia
- Cardinale Carlo Odescalchi, S.I.
- Cardinale Costantino Patrizi Naro
- Cardinale Lucido Maria Parocchi
- Papa Pio X
- Cardinale Gaetano De Lai
- Cardinale Raffaele Carlo Rossi, O.C.D.
- Cardinale Amleto Giovanni Cicognani
- Cardinale Pio Laghi
- Arcivescovo John Clement Favalora
- Vescovo Felipe de Jesús Estévez

## Araldica
| Stemma | Titolare                                           | Descrizione |
|        | Felipe de Jesús Estévez Vescovo di Saint Augustine | Partito: al primo inquartato al I e al IV di rosso, al II e al III d'argento, al cuore d'oro, fiammeggiante dello stesso, trafitto da una lancia posta in banda dello stesso, attraversante sul tutto; al secondo d'azzurro a sette pile alzate d'oro, a due mani rivolte all'ingiù, la destra porgente tre spighe di grano al naturale e la sinistra porgente un grappolo d'uva al naturale, attraversanti sulle pile. Ornamenti esteriori da vescovo. La croce processionale è una replica della Grande Croce che si trova sul terreno della Mission Nombre de Dios a St. Augustine, in Florida. Eretta nel 1965 e nota come "il faro della fede", si erge come un promemoria degli umili inizi del cristianesimo in questa nuova terra. La croce collega oggi il ministero episcopale del vescovo Estévez all'inizio dell'evangelizzazione di quella terra da parte dei missionari spagnoli che accompagnarono don Pedro Menéndez de Avilés nella spedizione che fondò St. Augustine nel 1565. Motto: "In Finem Delixet Eos" ("Li amò fino alla fine"). |